# Kasteli
Kasteli (in greco Καστέλλι?) è un ex comune della Grecia nella periferia di Creta (unità periferica di Candia) con 6 819 abitanti secondo i dati del censimento 2001.
È stato soppresso a seguito della riforma amministrativa, detta Programma Callicrate, in vigore dal gennaio 2011 ed è ora compreso nel comune di Minoa Pediada.

## Archeologia
Nel giugno 2024, il Ministero della Cultura greco ha annunciato la scoperta del labirinto di Kastelli, una grande costruzione architettonica minoica risalente all'età del bronzo.